# Курак Адам Михайлович
Адам Михайлович Курак  (рос. Адам Михайлович Курак; нар. 27 червня 1985, Єнісейськ, Красноярський край, РРФСР, СРСР) — російський борець греко-римського стилю, бронзовий призер чемпіонату світу, дворазовий чемпіон та срібний призер чемпіонатів Європи, володар та срібний призер Кубків світу, володар Кубку Європейських націй у команді, дворазовий чемпіон та срібний призер чемпіонатів світу серед військовослужбовців. Заслужений майстер спорту Росії з греко-римської боротьби.

## Життєпис
Боротьбою почав займатися з 1995 року в дитячо-юнацькій школі Єнісейськ у Сергія Ситникова. Після закінчення школи переїхав до Красноярська, де продовжував займатися у свого першого наставника. Успішно закінчив Красноярське училище олімпійського резерву і продовжив заняття в Академії боротьби під керівництвом особистих тренерів Сергія Ситникова і Михайла Гамзіна.
Виступає за Академію боротьби імені Д. Г. Міндіашвілі, Красноярськ. Тренер — Михайло Іванченко. Чемпіон Росії (2009, 2015 — до 66 кг; 2017 — до 71 кг). Срібний (2010 — до 66 кг, 2019 — до 72 кг) і бронзовий (2011, 2012, 2016 — до 66 кг) призер чемпіонатів Росії. У збірній команді Росії з 2010 року.
У 2010 році закінчив Інститут спортивних єдиноборств імені І. С. Яригіна Красноярського державного педагогічного університету.

## Спортивні результати на міжнародних змаганнях

### Виступи на Чемпіонатах світу
| Змагання                        | Збірна | Вагова категорія                 | Місце  |
| ------------------------------- | ------ | -------------------------------- | ------ |
| Чемпіонат світу з боротьби 2014 | Росія  | греко-римська боротьба, до 66 кг | 13     |
| Чемпіонат світу з боротьби 2015 | Росія  | греко-римська боротьба, до 71 кг | Бронза |
| Чемпіонат світу з боротьби 2016 | Росія  | греко-римська боротьба, до 71 кг | 5      |
| Чемпіонат світу з боротьби 2017 | Росія  | греко-римська боротьба, до 71 кг | 5      |

### Виступи на Чемпіонатах Європи
| Змагання                         | Збірна | Вагова категорія                 | Місце  |
| -------------------------------- | ------ | -------------------------------- | ------ |
| Чемпіонат Європи з боротьби 2013 | Росія  | греко-римська боротьба, до 66 кг | Срібло |
| Чемпіонат Європи з боротьби 2014 | Росія  | греко-римська боротьба, до 66 кг | Золото |
| Чемпіонат Європи з боротьби 2018 | Росія  | греко-римська боротьба, до 72 кг | Золото |
| Чемпіонат Європи з боротьби 2020 | Росія  | греко-римська боротьба, до 72 кг | 5      |

### Виступи на Кубках світу
| Змагання                    | Збірна | Вагова категорія                 | Місце  |
| --------------------------- | ------ | -------------------------------- | ------ |
| Кубок світу з боротьби 2013 | Росія  | греко-римська боротьба, до 66 кг | Золото |
| Кубок світу з боротьби 2014 | Росія  | греко-римська боротьба, до 66 кг | Срібло |

### Виступи на інших змаганнях
| Змагання                                                  | Збірна | Вагова категорія                 | Місце  |
| --------------------------------------------------------- | ------ | -------------------------------- | ------ |
| Гран-прі Німеччини з боротьби 2010                        | Росія  | греко-римська боротьба, до 66 кг | 5      |
| Турнір Івана Піддубного 2011                              | Росія  | греко-римська боротьба, до 66 кг | Бронза |
| Гран-прі Словенії з боротьби 2011                         | Росія  | греко-римська боротьба, до 66 кг | Золото |
| Золотий Гран-прі з боротьби 2011 (Баку)                   | Росія  | греко-римська боротьба, до 66 кг | 5      |
| Тестовий турнір FILA 2011                                 | Росія  | греко-римська боротьба, до 66 кг | Срібло |
| Вогні Москви 2012                                         | Росія  | греко-римська боротьба, до 66 кг | Золото |
| Кубок Президента Казахстану з боротьби 2012               | Росія  | греко-римська боротьба, до 66 кг | Золото |
| Турнір Івана Піддубного 2013                              | Росія  | греко-римська боротьба, до 66 кг | Золото |
| Кубок Владислава Пітласинські 2013                        | Росія  | греко-римська боротьба, до 66 кг | Бронза |
| Вогні Москви 2013                                         | Росія  | греко-римська боротьба, до 66 кг | Бронза |
| Меморіал Олега Караваєва 2013                             | Росія  | греко-римська боротьба, до 66 кг | Золото |
| Турнір Івана Піддубного 2014                              | Росія  | греко-римська боротьба, до 66 кг | Золото |
| Вогні Москви 2014                                         | Росія  | греко-римська боротьба, до 71 кг | Золото |
| Кубок Владислава Пітласинські 2015                        | Росія  | греко-римська боротьба, до 66 кг | Срібло |
| Кубок Алроси 2015                                         | Росія  | греко-римська боротьба, до 66 кг | Золото |
| Турнір Івана Піддубного 2016                              | Росія  | греко-римська боротьба, до 66 кг | Бронза |
| Чемпіонат Росії з боротьби 2016                           | Росія  | греко-римська боротьба, до 66 кг | Бронза |
| Гран-прі Німеччини з боротьби 2016                        | Росія  | греко-римська боротьба, до 71 кг | Бронза |
| Чемпіонат світу з боротьби серед військовослужбовців 2016 | Росія  | греко-римська боротьба, до 71 кг | Срібло |
| Кубок Європейських націй з боротьби 2016                  | Росія  | команда                          | Золото |
| Чемпіонат Росії з боротьби 2017                           | Росія  | греко-римська боротьба, до 71 кг | Золото |
| Чемпіонат світу з боротьби серед військовослужбовців 2017 | Росія  | греко-римська боротьба, до 71 кг | Золото |
| Кубок Алроси 2017                                         | Росія  | команда                          | Золото |
| Меморіал Олега Караваєва 2017                             | Росія  | команда                          | Срібло |
| Турнір Івана Піддубного 2018                              | Росія  | греко-римська боротьба, до 72 кг | Золото |
| Меморіал Кристьяна Палусалу 2018                          | Росія  | греко-римська боротьба, до 72 кг | Золото |
| Чемпіонат світу з боротьби серед військовослужбовців 2018 | Росія  | греко-римська боротьба, до 72 кг | Золото |
| Міжнародний турнір Любомира Івановича-Гедзи 2018          | Росія  | греко-римська боротьба, до 72 кг | Срібло |
| Чемпіонат Росії з боротьби 2019                           | Росія  | греко-римська боротьба, до 72 кг | Срібло |
| Турнір міста Сассарі з боротьби 2019                      | Росія  | греко-римська боротьба, до 72 кг | Золото |